# بن صميم (جماعة)
بن صميم (بالأمازيغية: ⴱⴻⵏ ⵙⵎⵉⵎ) هي جماعة ذات طابع قروي تابعة لإقليم إفران ضمن جهة فاس مكناس بالمغرب. بلغ مجموع عدد سكان الجماعة حسب إحصاءات 2014 3194 نسمة. تقع الجماعة بمنطقة جبلية بالأطلس المتوسط الهضبي الأوسط، بين مدينتي أزرو وإفران، تمتاز الجماعة بموارد غابوية مهمة، ومناخ شبه رطب. تشهر الجماعة بمستشفى بن صميم للأمراض الصدرية الذي شيد سنة 1948 من قبل الاحتلال الفرنسي، على مساحة 35 هكتارا، كما تشتهر بالمنبع المائي بن بنصميم، الذي تسوق مياهه بإسم عين إفران، وبسد ميشليفن. تضم الجماعة 23 دوارا، ينقسمون إلى 5 مشيخات، هي مشيخة ايت عرفة تكريرة ب 3 دواوير، ومشيخة آيت فاسكا 15 دوارا، ومشيخة ايت الطالب عقى ب 5 دواوير، ومشيخة أيت علا بدوار واحد.

## أصل التسمية
سميت جماعة بن صميم على إسم دوار من دواوير الجماعة وهو زاوية بن صميم، كانت زاوية بن صميم تعرف سابقا بقرية بوموسى أو قرية أولاد أبي موسى نسبة إلى أولاد وأحفاد أبي موسى الدغوغي، لكن بعد وصول المستعمر الفرنسي للمنطقة أطلق عليها "بن صميم"، وهو اسم مشتق من كلمة "الصمايم" بالدارجة المغربية، وتعني فترة صيفيّة شديدة الحرارة تمتدّ حوالي أربعون يوما. أطلق هذا الإسم على المنطقة لأن القبائل المجاورة اعتادت أن تتزود بالمياه من منبع زاوية بن صميم خلال هذه الفترة من السنة.

## دواوير الجماعة[3]
| الرمز الجغرافي | اسم الدوار       | عدد سكان الدوار | المشيخة         | النوع     |
| -------------- | ---------------- | --------------- | --------------- | --------- |
| 3271030320201  | آيت اعلي يعقوب   | 1610            | آيت عرفا تكريرة | دوار مجمع |
| 3271030320203  | زاوية بن صميم    | 1346            | ايت عرفة تكريرة | دوار مجمع |
| 3271030320104  | ايت الحسين       | 554             | آيت فاسكا       | دوار مشتت |
| 3271030320109  | ايت بوزيان       | 354             | آيت فاسكا       | دوار مشتت |
| 3271030320108  | قصر سيدي الحراث  | 342             | آيت فاسكا       | دوار مشتت |
| 3271030320101  | ايت عزوز         | 258             | آيت فاسكا       | دوار مشتت |
| 3271030320110  | ايت حدر          | 228             | آيت فاسكا       | دوار مشتت |
| 3271030320112  | ايت بن عمر       | 176             | آيت فاسكا       | دوار مشتت |
| 3271030320303  | ايت حمو اوعقى    | 157             | ايت الطالب عقى  | دوار مجزأ |
| 3271030320113  | ايت علي وحمو     | 152             | آيت فاسكا       | دوار مشتت |
| 3271030320102  | ايت لحسن         | X               | آيت فاسكا       | دوار مشتت |
| 3271030320103  | ايت بن بوهو      | X               | آيت فاسكا       | دوار مشتت |
| 3271030320104  | ايت الحسين       | X               | آيت فاسكا       | دوار مشتت |
| 3271030320105  | ايت محمد أو سعيد | X               | آيت فاسكا       | دوار مشتت |
| 3271030320106  | ايت ميمون        | X               | آيت فاسكا       | دوار مجمع |
| 3271030320107  | ايت عكي          | X               | آيت فاسكا       | دوار مشتت |
| 3271030320111  | ايت اعزيز        | X               | آيت فاسكا       | دوار مشتت |
| 3271030320114  | ايت حمو واحماد   | X               | آيت فاسكا       | دوار مشتت |
| 3271030320202  | ايت اعمر         | X               | ايت عرفة تكريرة | دوار مشتت |
| 3271030320301  | ايت يحيى         | X               | ايت الطالب عقى  | دوار مشتت |
| 3271030320302  | ايت رحو اعقى     | X               | ايت الطالب عقى  | دوار مشتت |
| 3271030320304  | ايت سغروشن       | X               | ايت الطالب عقى  | دوار مشتت |
| 3271030320305  | ايت بويفلان      | X               | ايت الطالب عقى  | دوار مشتت |
| 3271030329898  | إهاروجن          | X               | أيت علا         | دوار مشتت |

## المعالم

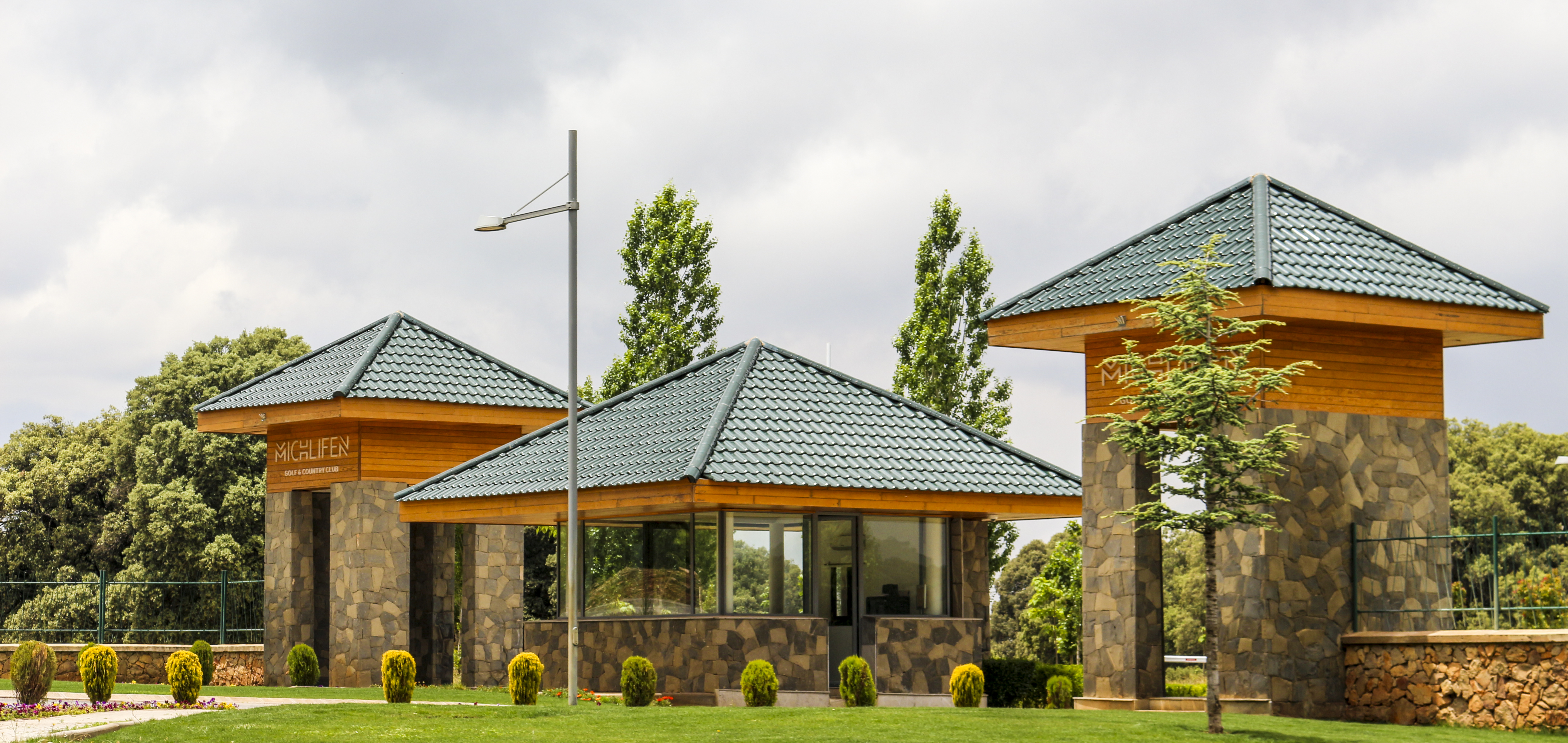
ملعب غول ميشليفن بجماعة بن صميم.

### مستشفى بن صميم لللأمراض الصدرية والتنفسية

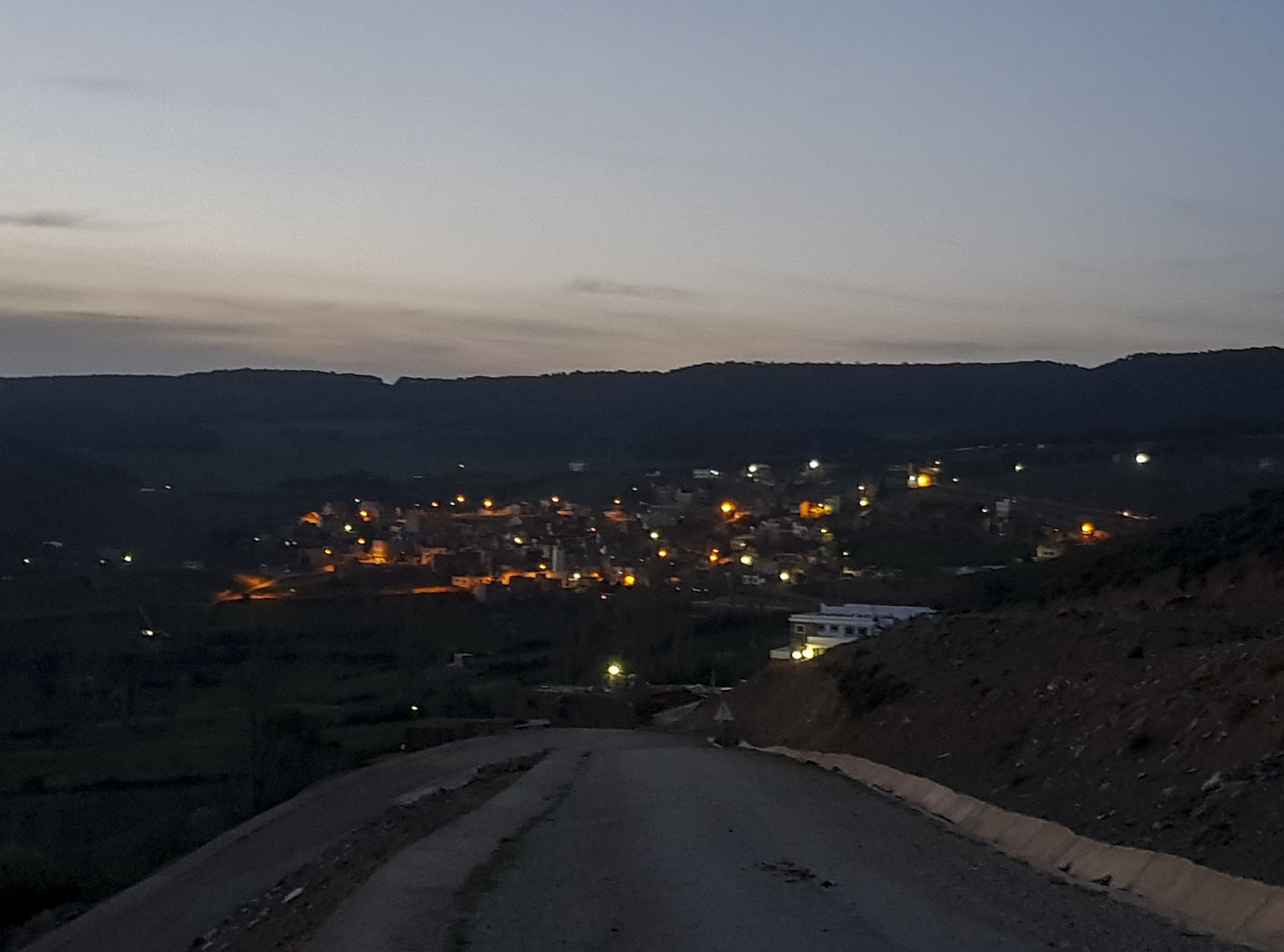
زاوية بن صميم ليلا

تم تشييد مستشفى بن صميم في عهد الحماية على ربوة مرتفعة وسط غابة البلوط الأخضر بزاوية بن صميم، على ارتفاع 1511 متر على سطح البحر، وعلى مساحة تقدر ب 35 هكتار تقريبا. وقع الاختيار على هذه المنطقة لإقامة المصحة نظرا لهوائها الطبيعيى الصحي، وجودة مواردها الطبيعية، وذلك بعد دراسة قام بها كل من المهندس المعماري "جاك ساج" بتعاون مع المهندس "هينري روسان". بعد وضع الحجر الأساس للمصحة أطلق عليها إسم مصحة موريس بونجان، ثم تغير إسمها بموجب الظهير الشريف المؤرخ في 31 يناير 1953، وأصبحت تدار كمؤسسة عمومية تحمل اسم المركز الاستشفائي للأطلس المتوسط. دشنت المصحة رسميا يوم 18 أبريل 1955 من طرف المقيم العام الفرنسي بالمغرب فرانسيس لاكوسط، والكاتب العام لإدارة الحماية بيبون موريس، والكولونيل هيبرت مدير الداخلية، والسيد ليفاسور وهو مدير عيادة، ورئيس منطقة مكناس، والكولونيل كليسكا، رئيس دائرة أزرو. بمناسبة حفل التدشين ألقيت أربع كلمات من طرف كل من الدكتور جاك كاطا مدير المستشفى، والدكتور جيورج سيكولط مدير الصحة العمومية والعائلة بالمغرب، والدكتور أوجالو مدير التطهير العمومي الذي قدم إلى المغرب لتمثيل وزير الصحة العمومية الفرنسي. والمقيم العام الفرنسي بالمغرب، ومن أهم ما جاء في هذه الخطابات:
" إن تأسيس مصحة بن صميم يعتبر حلقة مهمة ومتطورة في تاريخ الصحة العمومية بالمغرب، ومكانته بين بقية الأمم التي بعدما ستقضي على الأمراض الصحية المزمنة ستشرع في مواجهة وحل المشاكل الاجتماعية" - الدكتور أوجالو، مدير التطهير العمومي الفرنسي.
"إن بناء هذه المؤسسة الصحية بمنطقة أزرو سيربط أقصى جنوب المغرب إلى حدود وجدة فيما يتعلق بمحاربة داء السل"، كما أشار أيضا إلى أن بناء هذه المؤسسة الضخمة هو بمثابة إظهار حسن نية فرنسا في المغرب الذي يتجلى في كونه عمل إنساني يهدف إلى القضاء على الأمراض المزمنة - فرانسيس لاكوسط، المقيم العام الفرنسي بالمغرب.

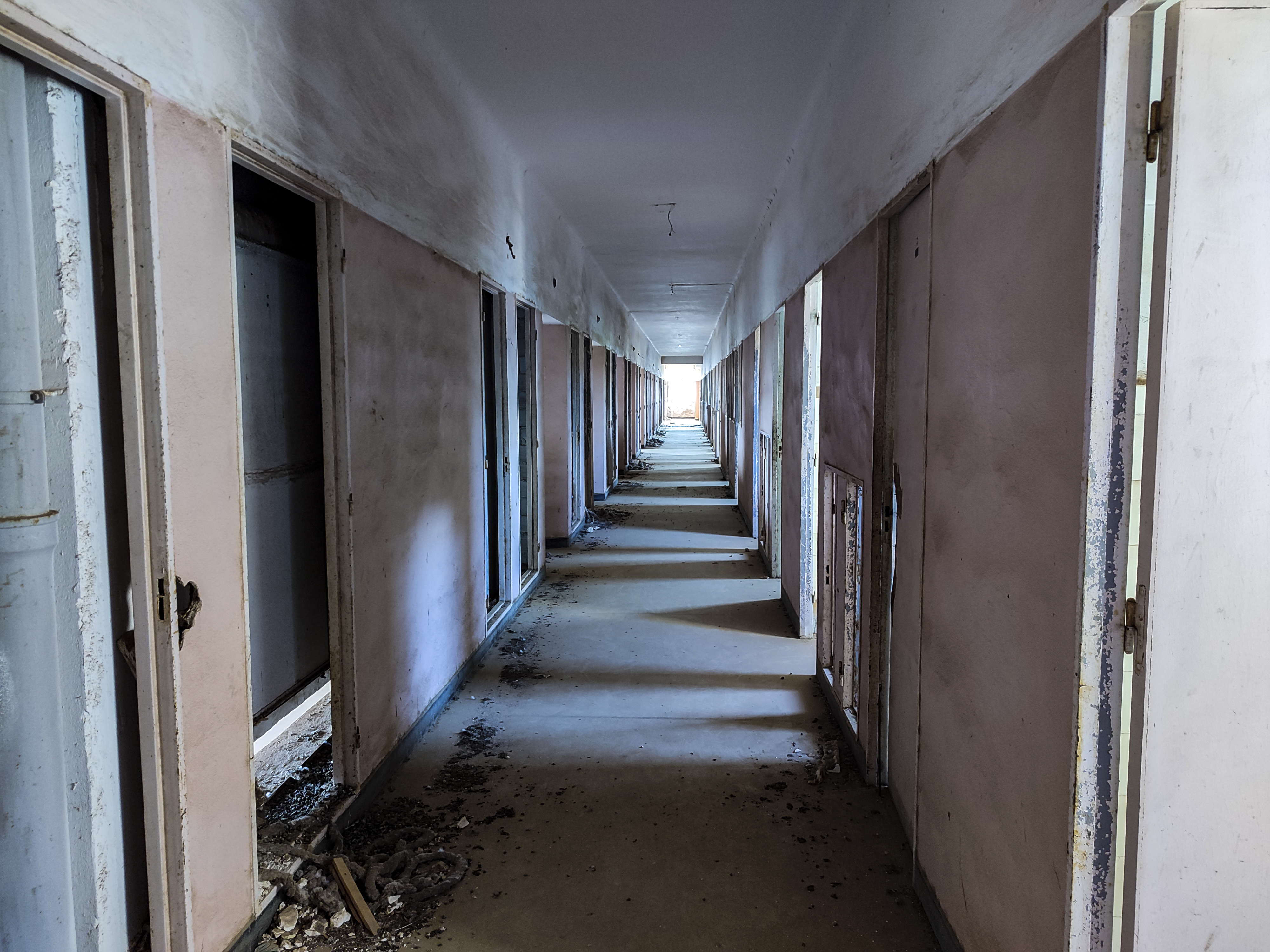
مستشفى بن صميم من الداخل

أنفقت الدولة على هذا المستشفى مبلغا يقدر ب 87.854.918 فرنك، وكان الأول من نوعه حينها، ومن بين المستشفيات الحديثة الأولى في العالم. سنة 1956 زار الملك محمد الخامس بدوره هذه المصحة وتفقد أحوال المرضى. تم بناء المستشفى على شكل حرف T، يضم 7 طوابق، و أزيد من 400 غرفة مختلفة الوظائف، من غرف المرضى، إلى غرف العمليات والجراحة والحجر الصحي، إضافة إلى المطبخ وقاعة الأكل، وقاعة الإستقبال، والمرأب ومستودع الموتى، والسينما، والمصاعد، كما كانت المصحة مجهزة بالكهرباء والماء الساخن، واستخدمت فيها أجهزة حديثة. توجد في المشتشفى أيضا كنيسة ومسجد للعبادة، إضافة إلى العديد من المرافق الأخرى.. بعد استقلال المغرب سنة 1956، تكفلت وزارة الصحة المغربية بإدارة المستشفى، وفي سنة 1973 تم إغلاقه بشكل نهائي، وأصبحت المباني والمساكن الخارجية بمثابة مركز للإستجمام خاص بموظفي وزارة الصحة المغربية. تعرض المستشفى خلال هذه الفترة لنهب وتخريب جميع تجهيزاته الطبية، وخلا منتصف الثمانينات من القرن الماضي، تم استغلاله كمعسكر للتدريب، ليصبح بعدها بناية مهجورة روجت حولها إشاعات بكونها مسكنا للجن. بررت وزارة الصحة المغربية إغلاق المستشفى بانخفاض نسبة الوفيات بداء السل في المغرب. هذا الوضع دفع بعض النشطاء في المنطقة للمطالبة بإعادة فتح المستشفى، أو تحويله إلى فندق تستفيد منه الساكنة.

### مطار إفران

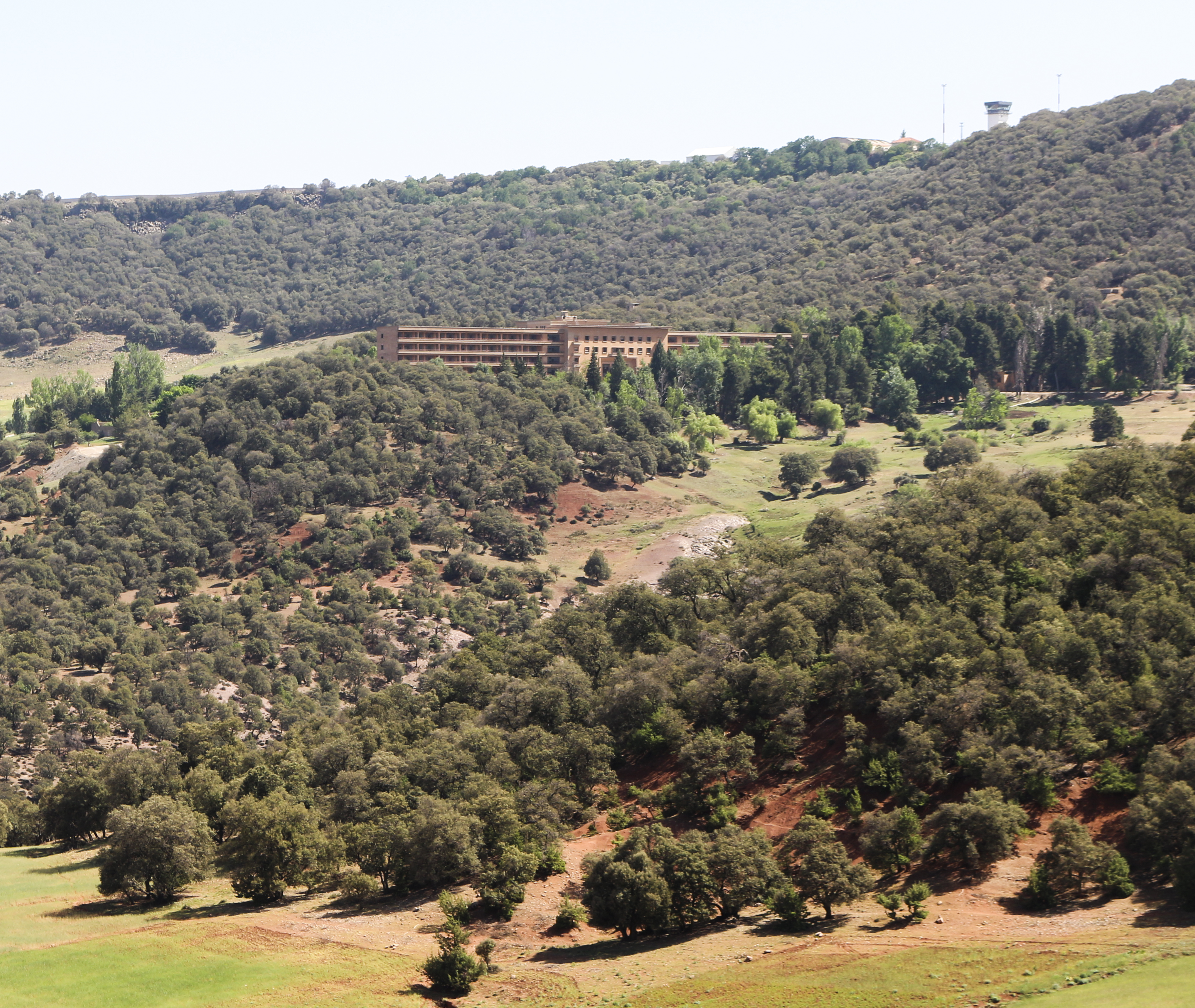
مستشفى بن صميم يعلوه مطار إفران

هو مطار ترفيهي، أقيم جزء منه على الأراضي السلالية لزاوية بن صميم، يضم موقفين لطائرة B737/8، وطاقته الاستيعابية 6 طائرات من نوع غولف ستريم، لديه مدرج هبوط طوله 2100 متر، وعرضه 45 متر، ومجهز بالملاحة الجوية NDB.

### منتجع وجولف ميشليفن
هو منتجع سياحي، وملعب جولف جبلي فخم 5 نجوم بزاوية بن صميم، مجهز بجل وسائل الرفاهيم ويوفر العديد من الخدمات السياحية الترفيهية.

### منبع ومصنع عين إفران

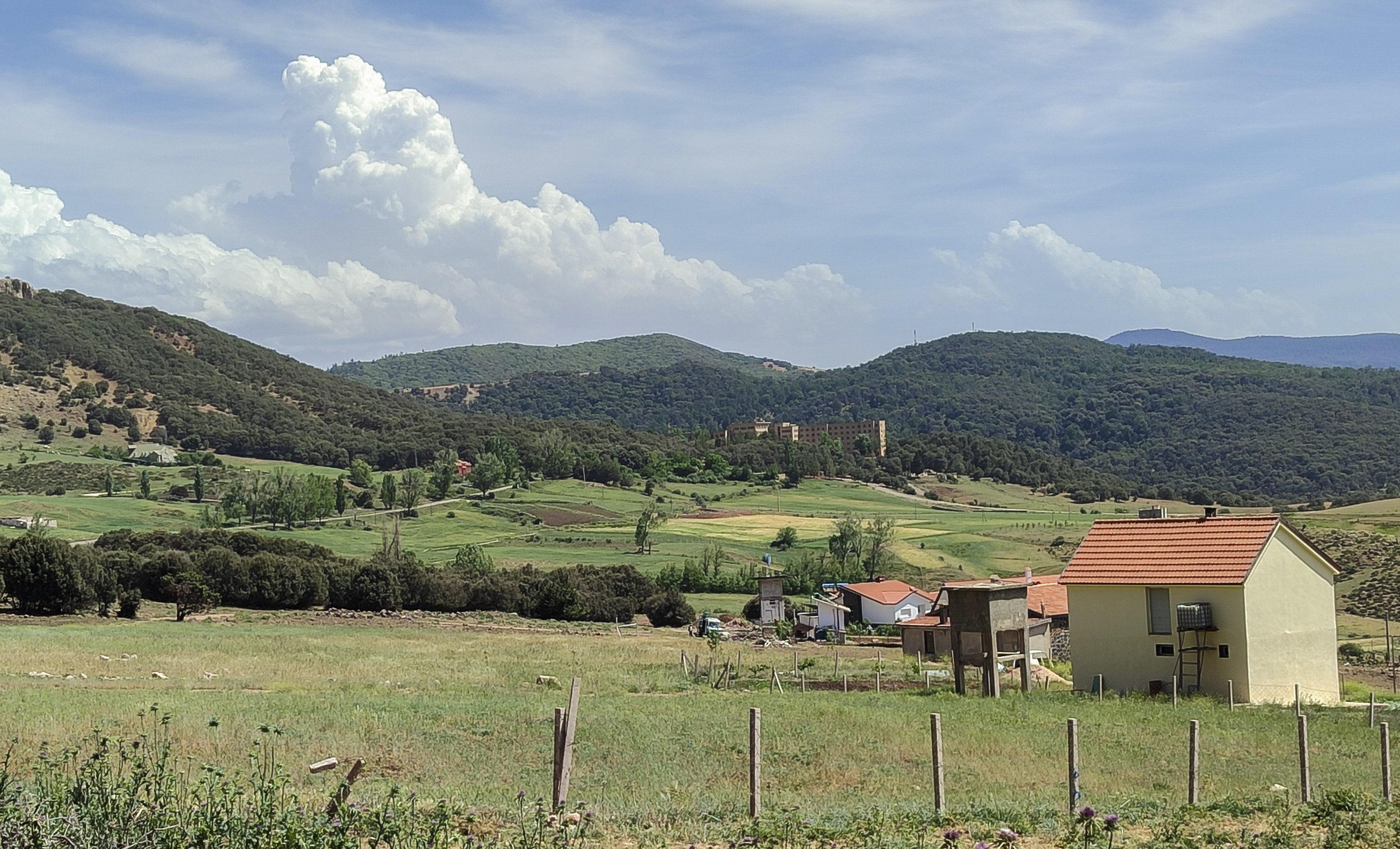
أراضي زراعية من زاوية بن صميم

يقع منبع زاوية بن صميم بمنطقة اتصال الهضبة العليا الكلسية لإيفران وسهل تكريكرا الغريني بالأطلس المتوسط الأوسط الهضبي، توجد على الطريق الجهوية رقم 7202 بين الطريق الوطنية رقم 13 والطريق الوطنية رقم 8. يوجد قرب المنبع المائي بن صميم مصنع تعبئة مياه عين إفران وشحنها نحو التسويق وسط غابة البلوط الطبيعية. منذ سنة 2002 بدأت الأطماع الإقتصادية في استغلال مياه عين زاوية بن صميم كمورد إقتصادي من طرف شركة «أورو أفريقيا للمياه»، ثم مع شركة «براسري» المسجلة في المغرب والتي وتعود ملكيتها لمجموعة «كاستل» الدولية. واجهت ساكنة زاوية بن صميم هذه الأطماع بالإحتجاج، نظرا للنمط الإقتصادي للساكنة الذي يعتمد أساسا على الفلاحة المسقية، لكن هذه الإحتجاجات ووجهت بالقمع، حيث صدرت أحكام بالسجن لمدة ثلاثة أشهر موقوفة التنفيذ وغرامات مالية في حق بعض المحتجين، ورغم نجاح الشركة في تشييد مصنع تعبئة المياه، إلا أن الساكنة ما تزال متشبثة بمطالبها، خاصة أن هذه القضية عرفت تضامنا واسعا من طرف المجتمع المدني الوطني والدولي، بما فيه جمعية العقد العالمي للماء.

### مخيم بن صميم
تتووفر زاوية بن صميم على مخيم تابع لوزارة الشباب والثقافة والتواصل المغربية، يقدم خدمة الإستجمام للأطفال، ومزود بمسبح.

### سد ميشليفن

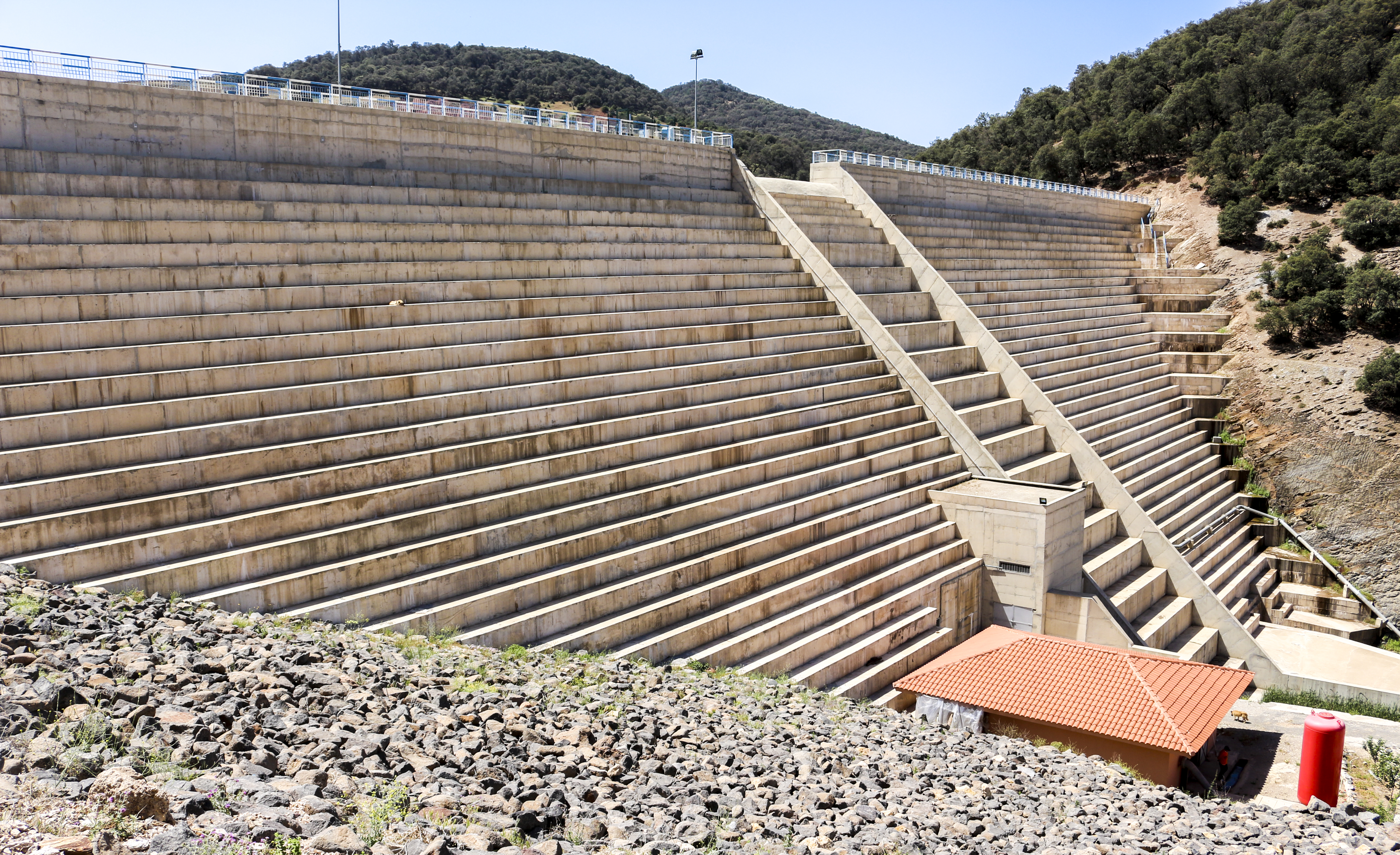
سد ميشليفن بزاوية بن صميم

هو سد تم تشييده على واد بن صميم لتحصيل مياه المنبع المائي لبن صميم بالمنطفة المعروفة بتالات لجماعت. تم تشييد هذا السد لهدفين هما سقي جولف ميشليفن، وتعويض الفلاحين على فقدانهم لمياه المنبع المائي. يفترض أن يسقي هذا السد حوالي 3000 هكتار من أراضي صغار الفلاحين، بحقينة تبلغ 1,5 مليون متر مكعب، وحجم إجمالي منظم من المياه يناهز 2 مليون متر مكعب.

### محطة التزحلق ميشليفن
ميشليفن، هو جبل ومحطة للتزحلق على الثلوج بسلسلة جبال الأطلس المتوسط الأوسط، يقع على تراب جماعة بن صميم إقليم إفران جهة فاس مكناس. يبعد جبل ميشليفن بحوالي 19 كلم عن مدينة إفران، و31 كلم عن مدينة أزرو، ويعرف نشاطا سياحيا موسميا خلال فصل الشتاء.

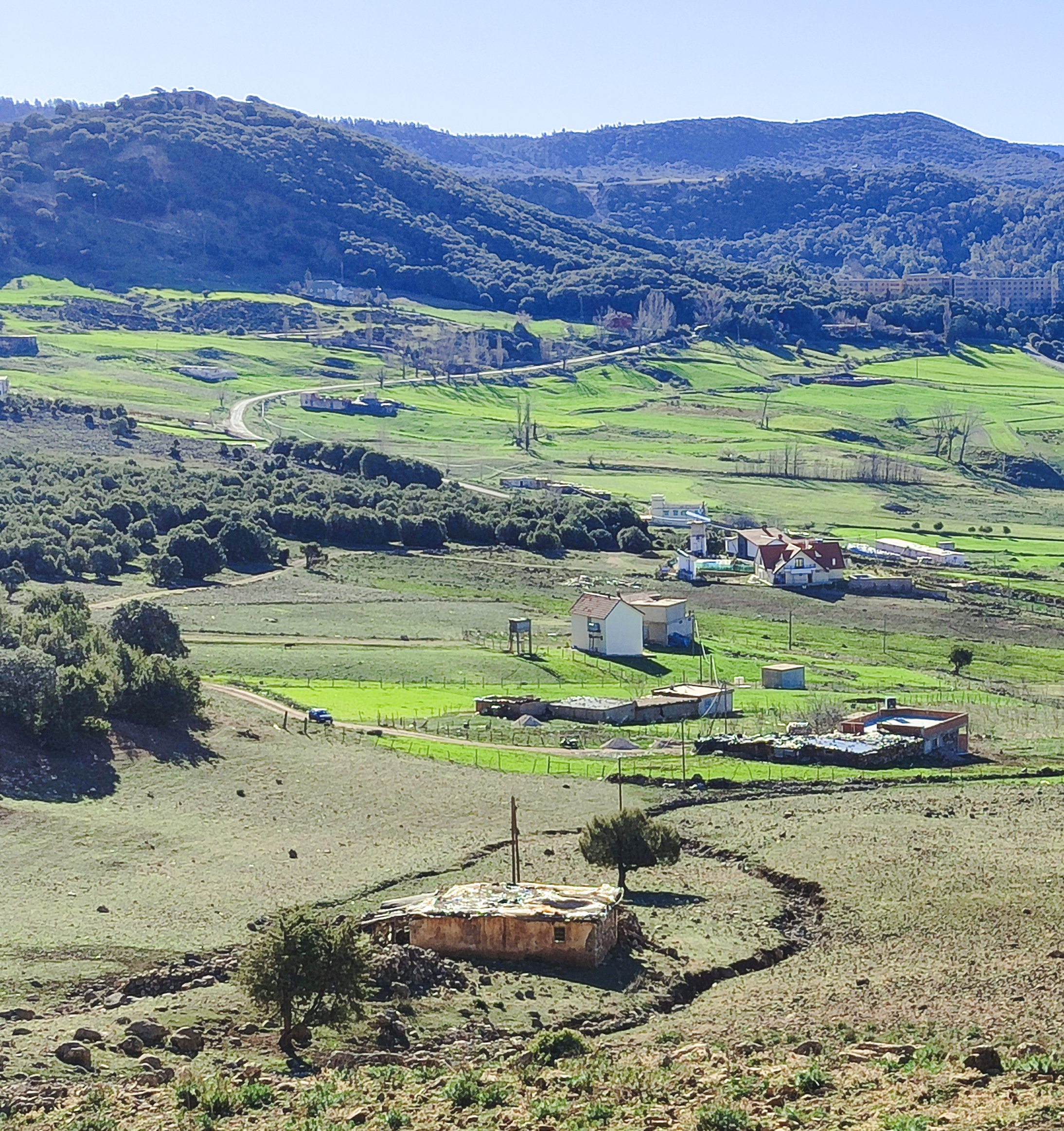
أراضي فلاحية من زاوية بنصميم

### محطة التزحلق هبري
جبل هبري هو مخروط بركاني ومحطة سابقة للتزحلق على الثلج بجماعة بن صميم بالمغرب، يعتبر مقصدا لهواة رياضة التزحلق على الجليد خلال فصل الشتاء. يبعد ب 29 كلم عن مدينة إفران، وب 18 كلم عن مدينة أزرو.

## معرض الصور

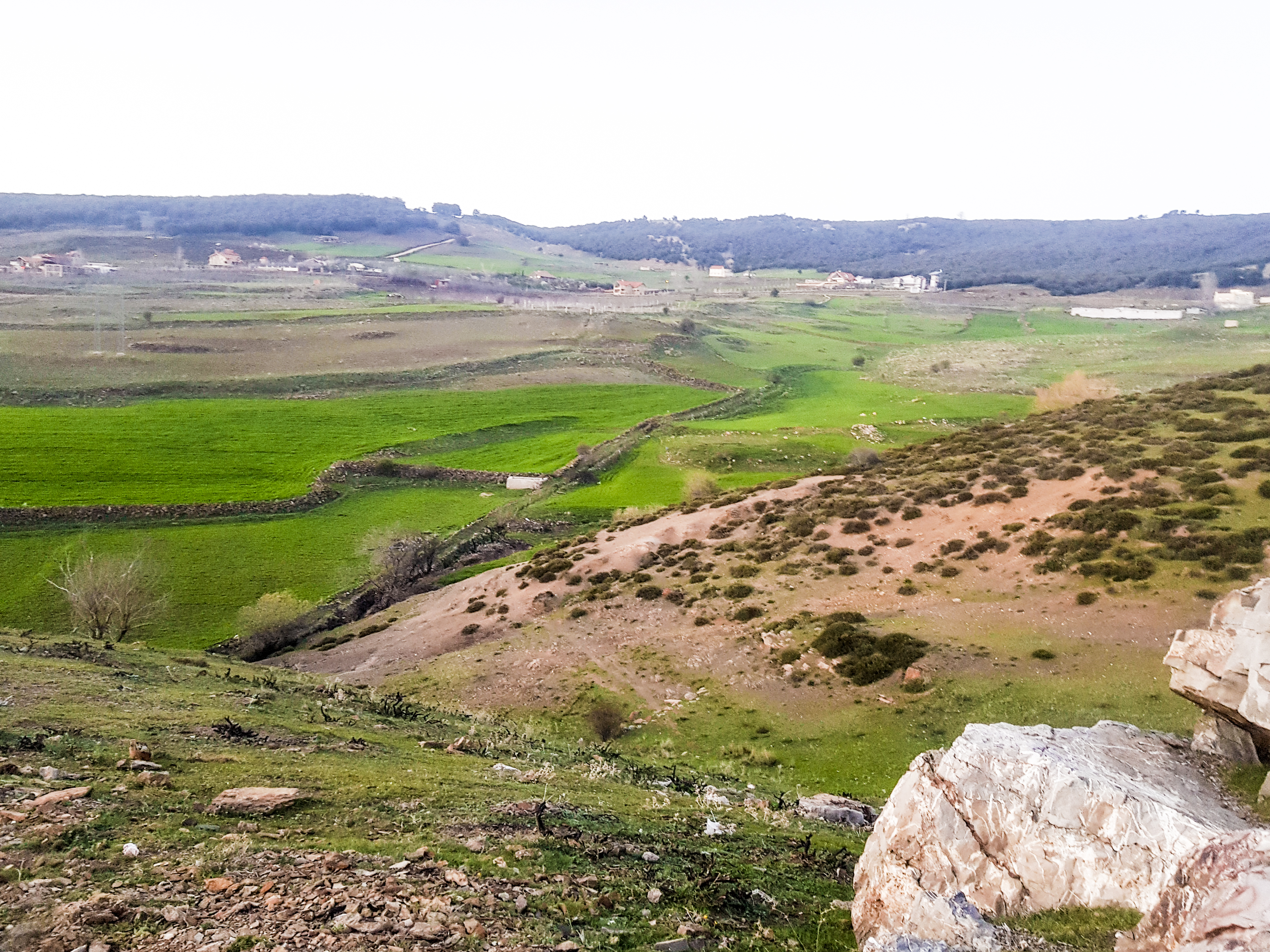
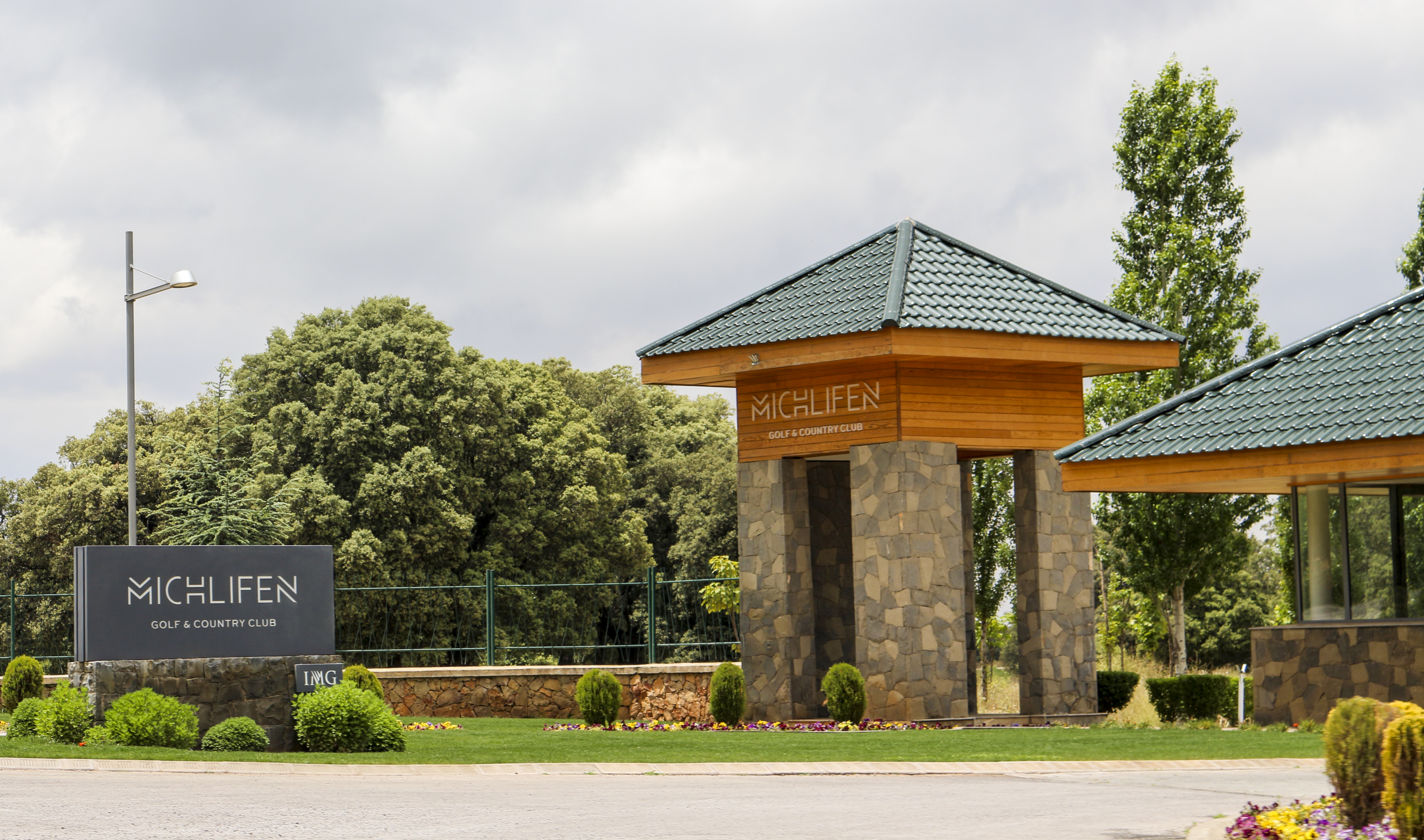
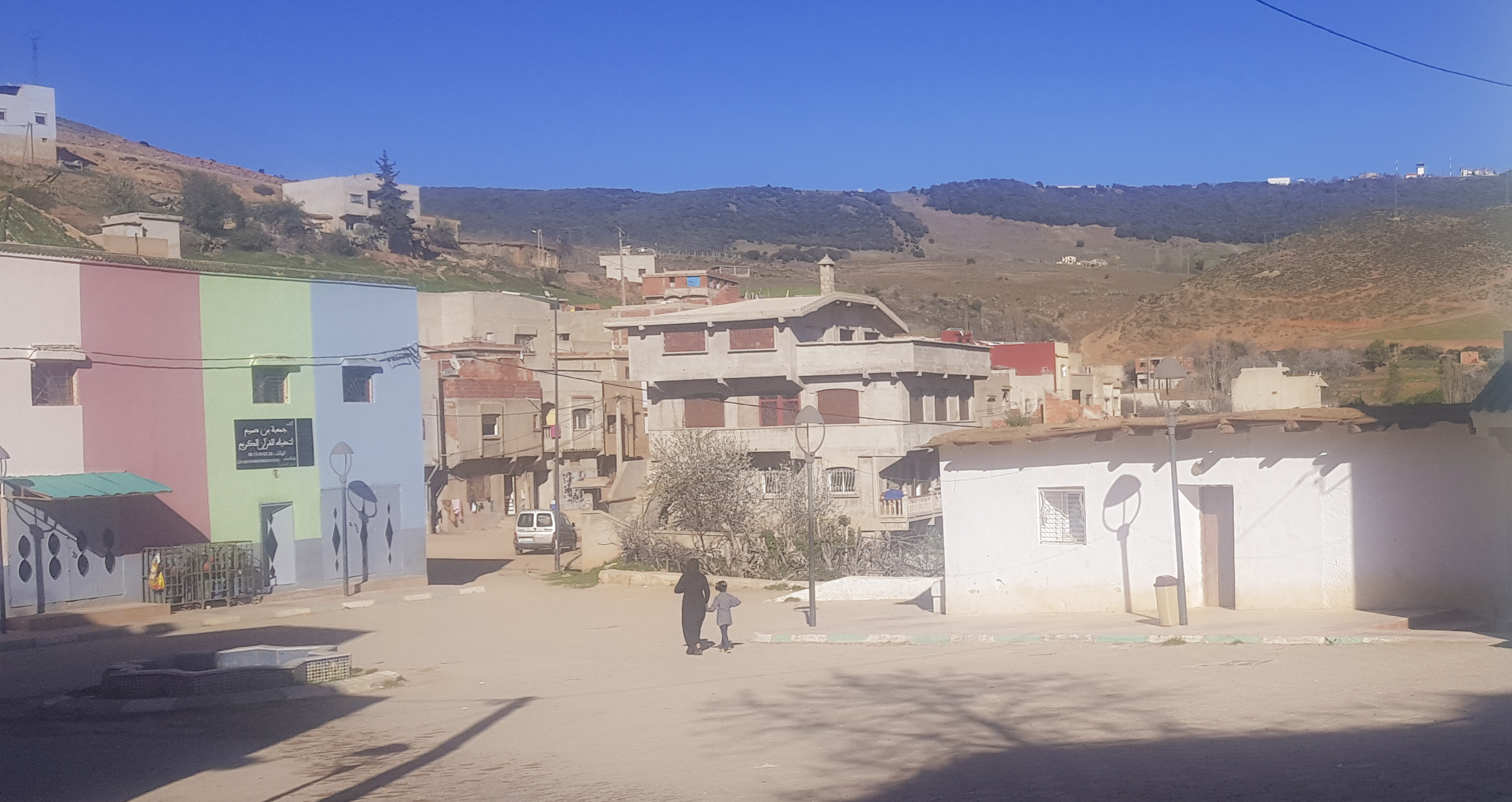
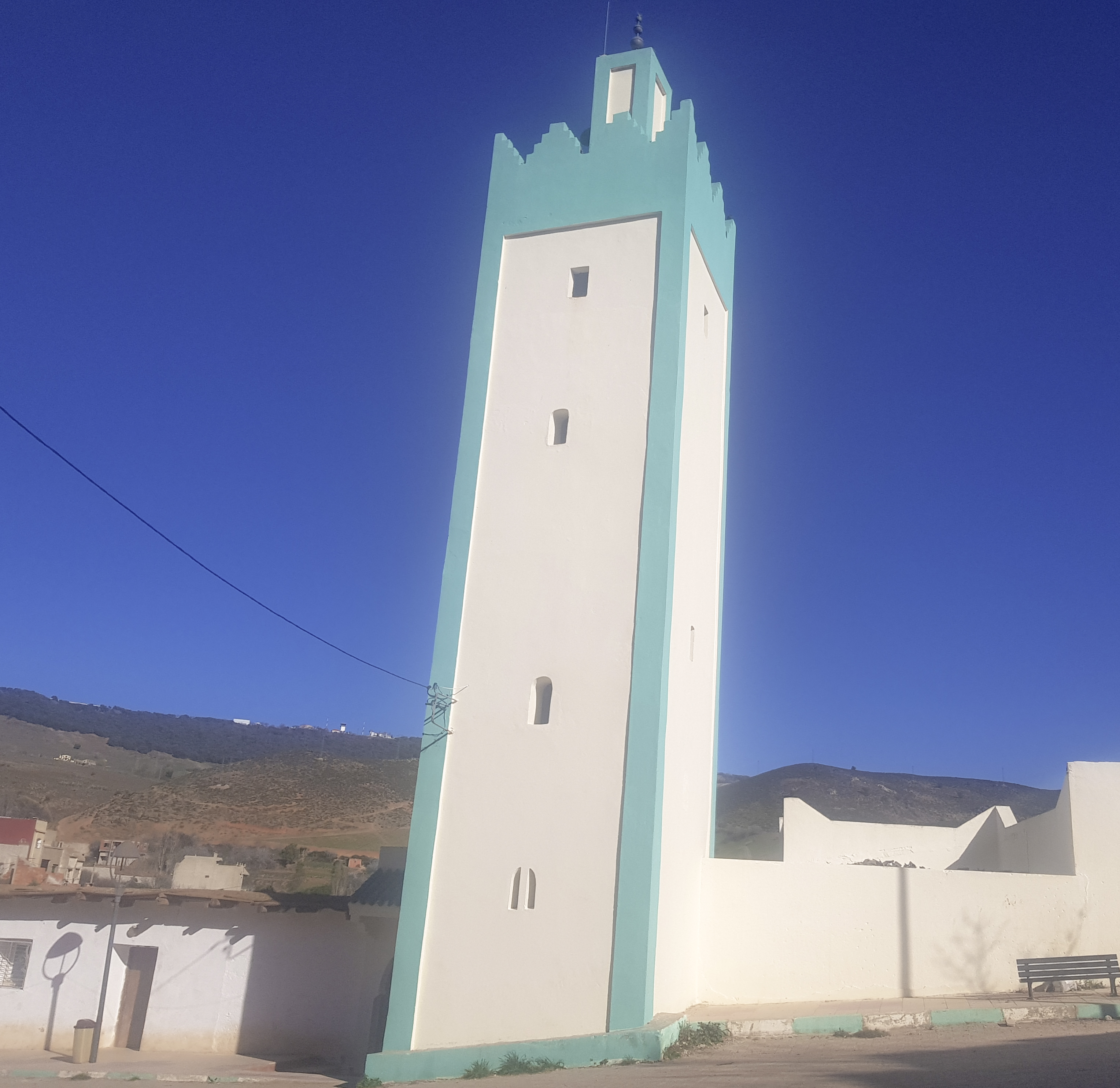
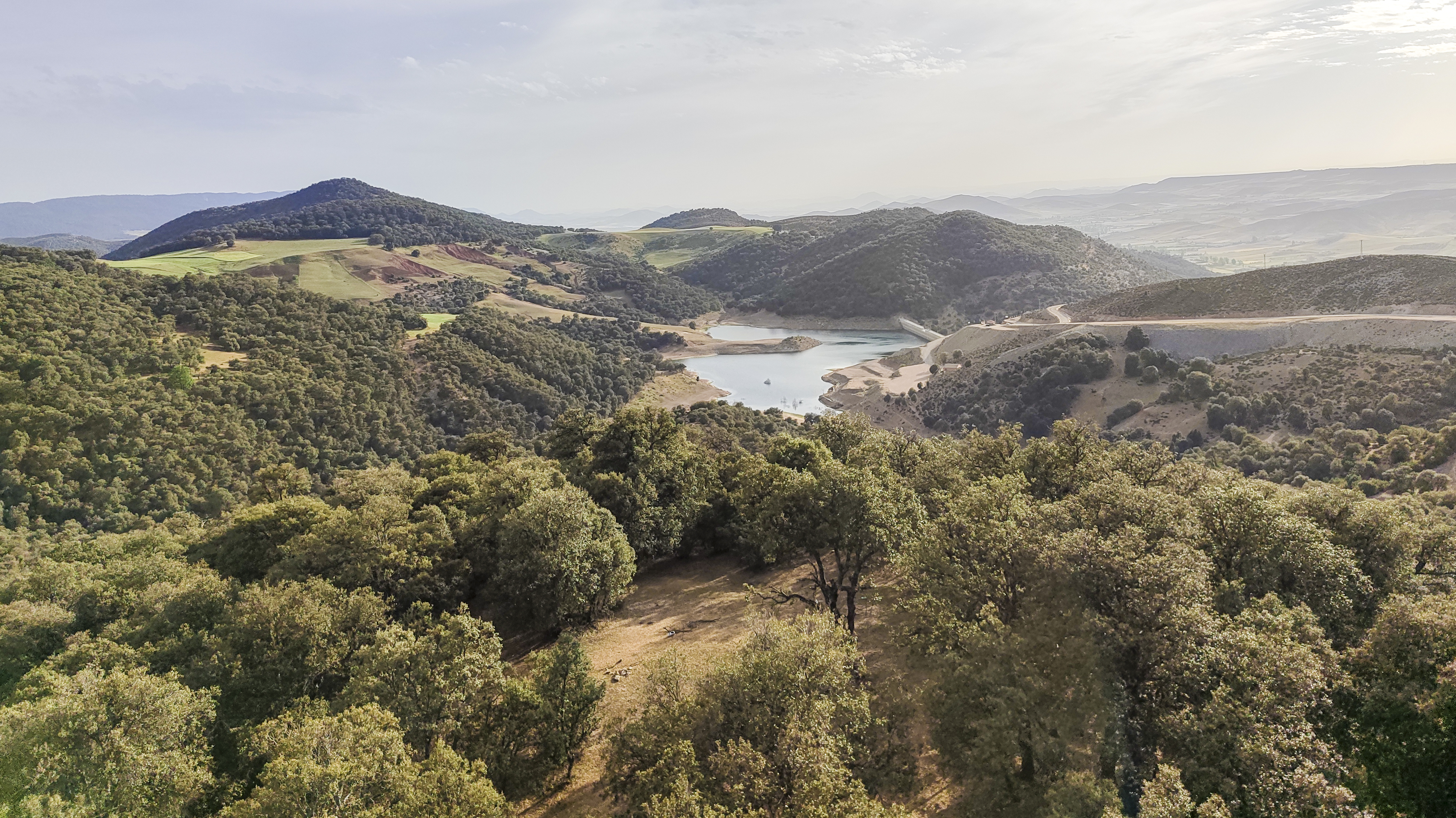
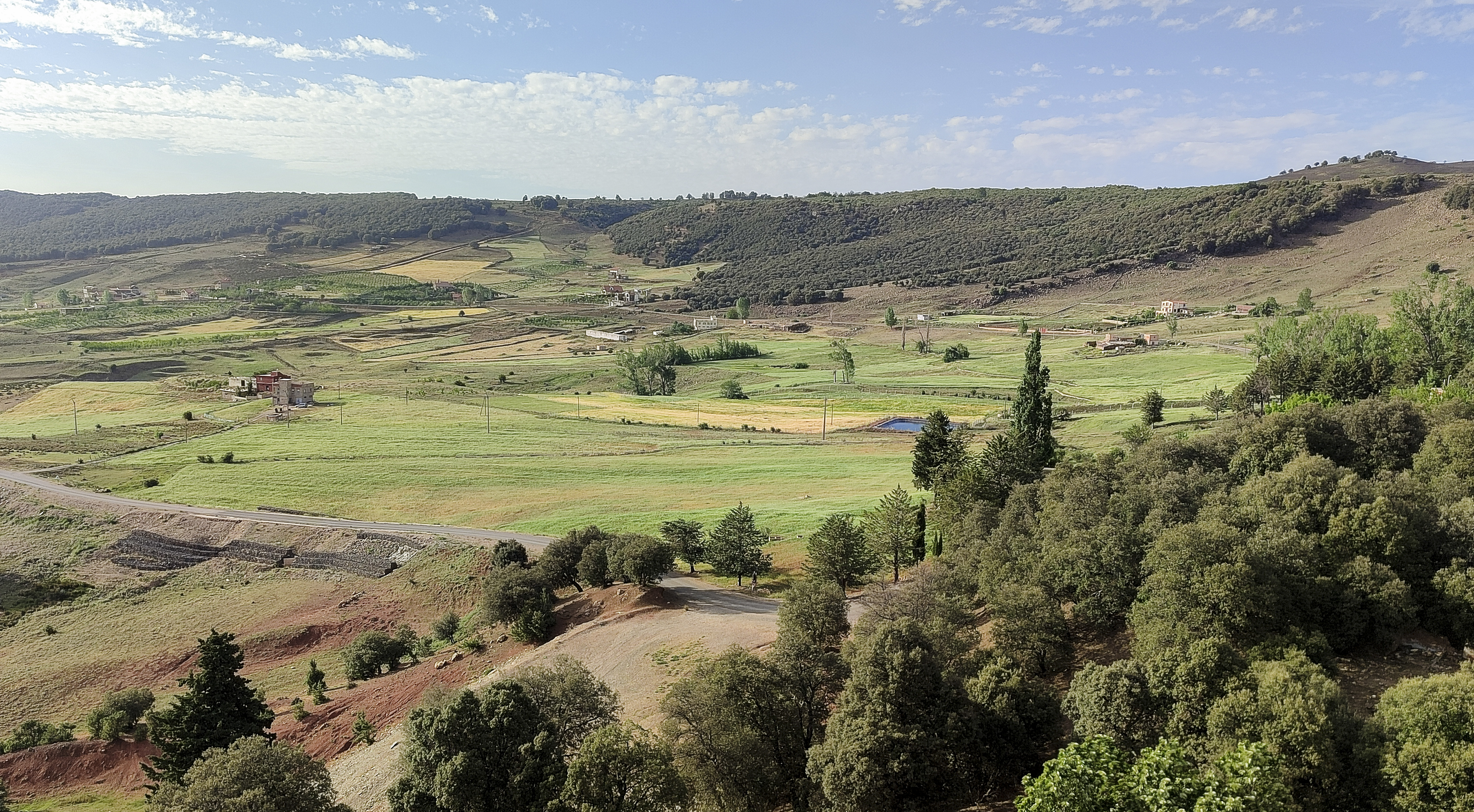
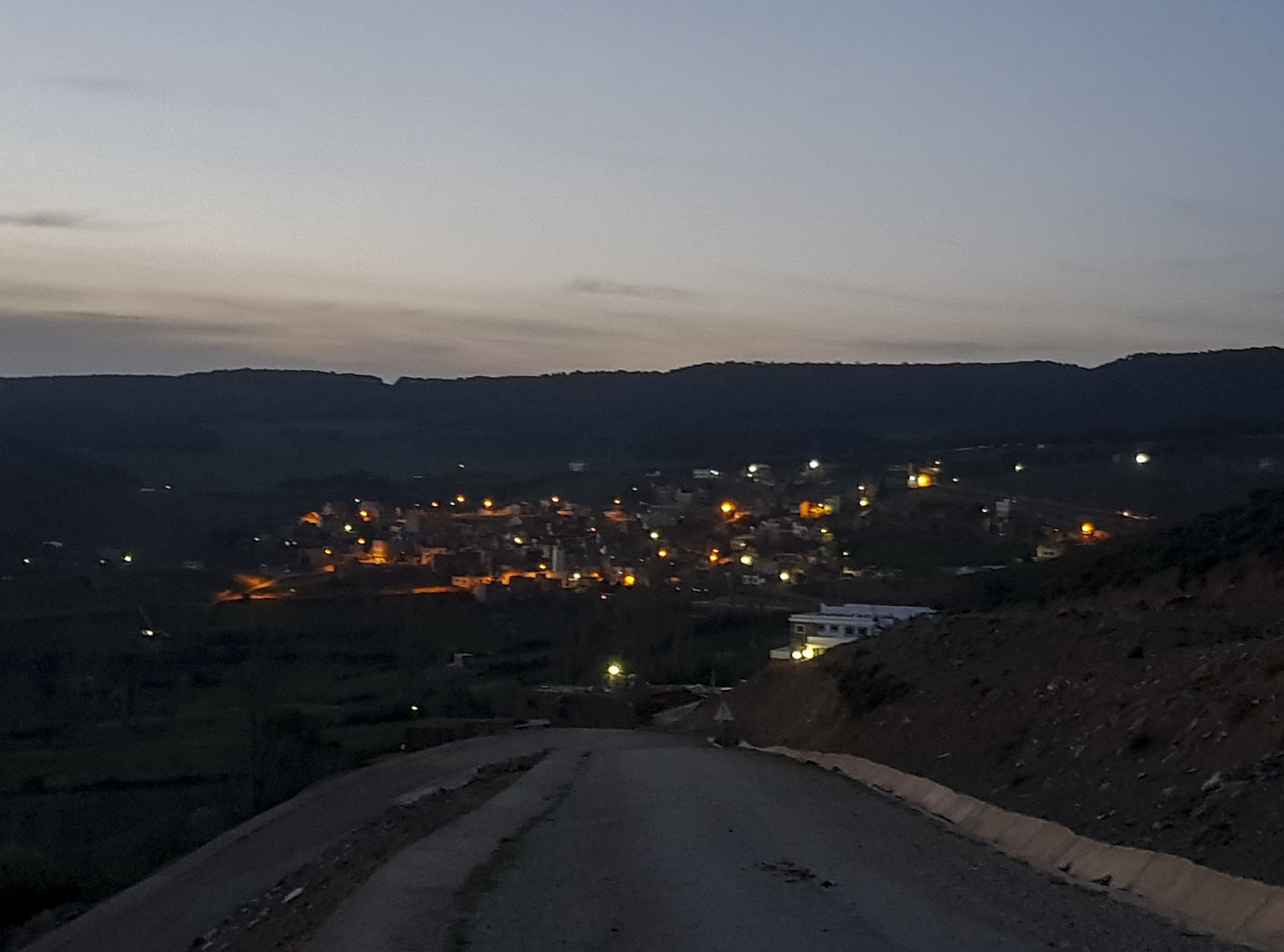
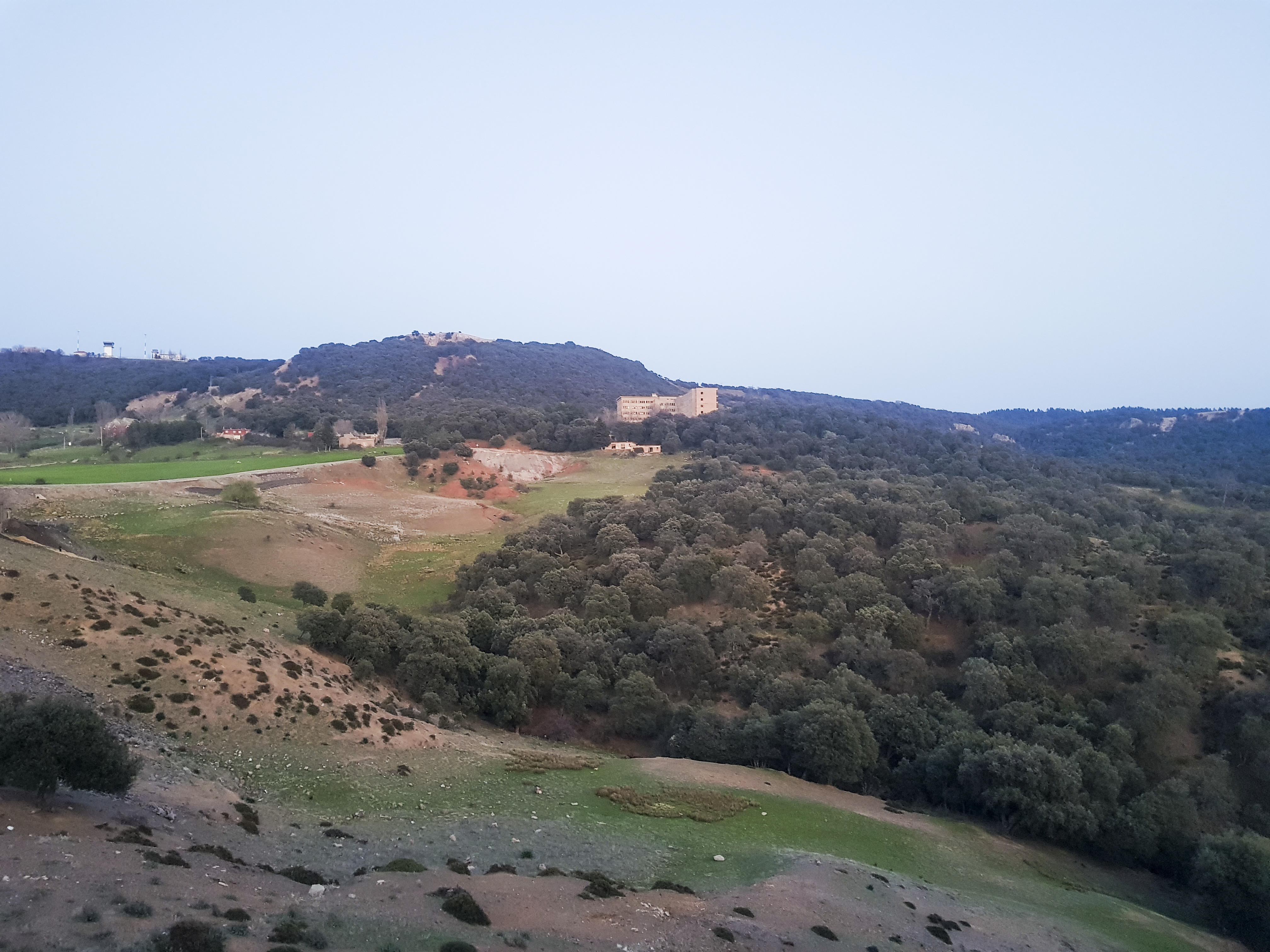
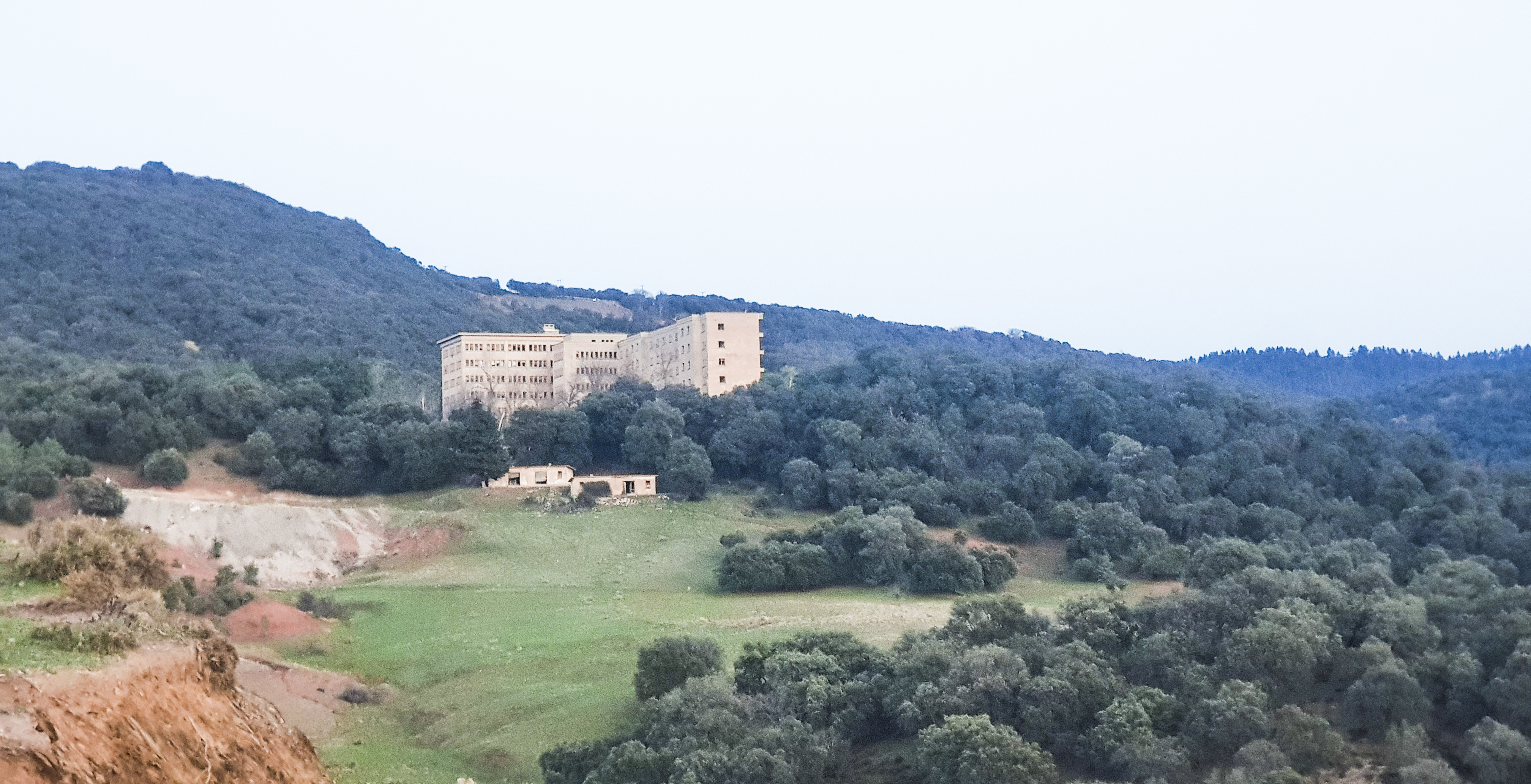
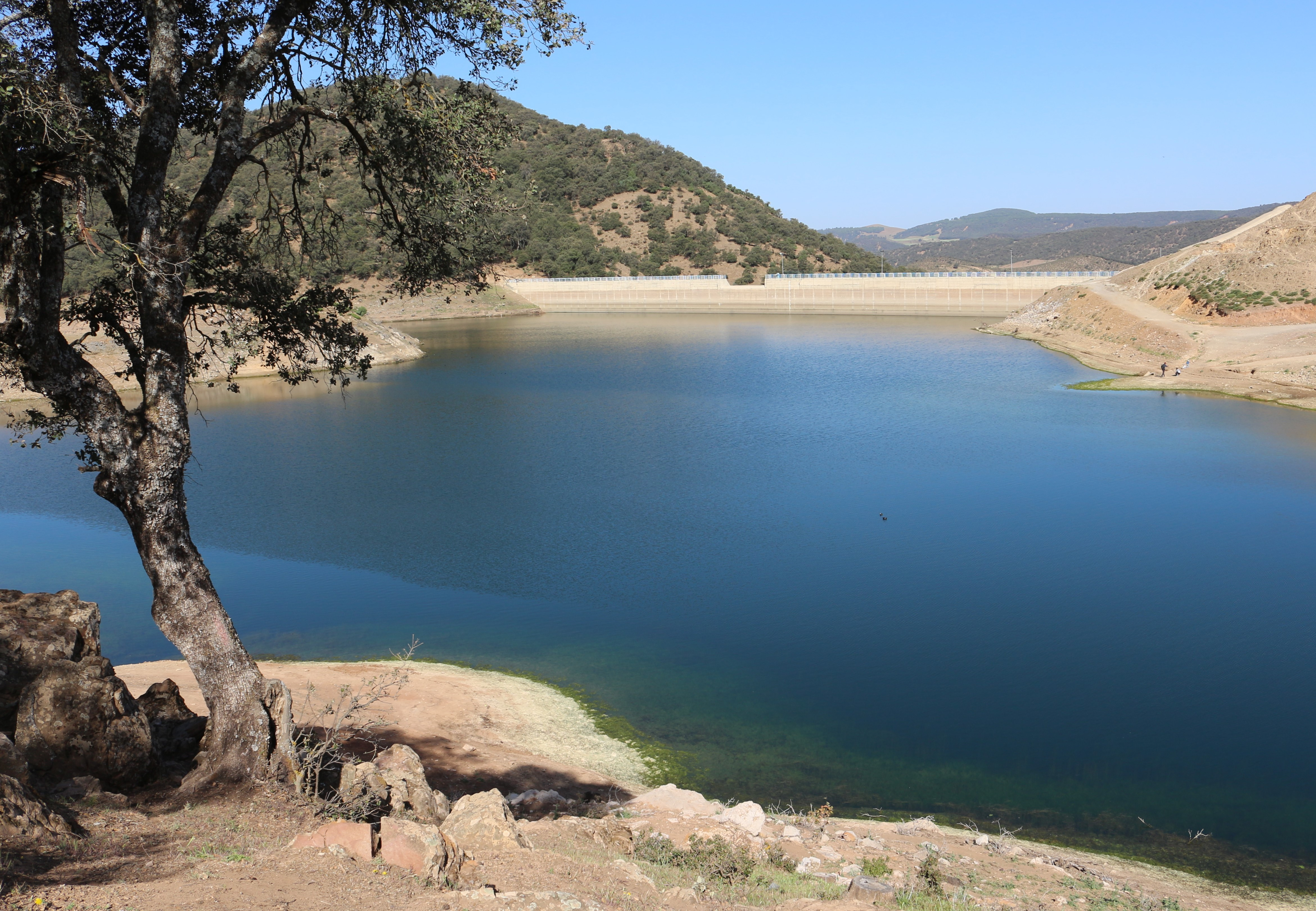
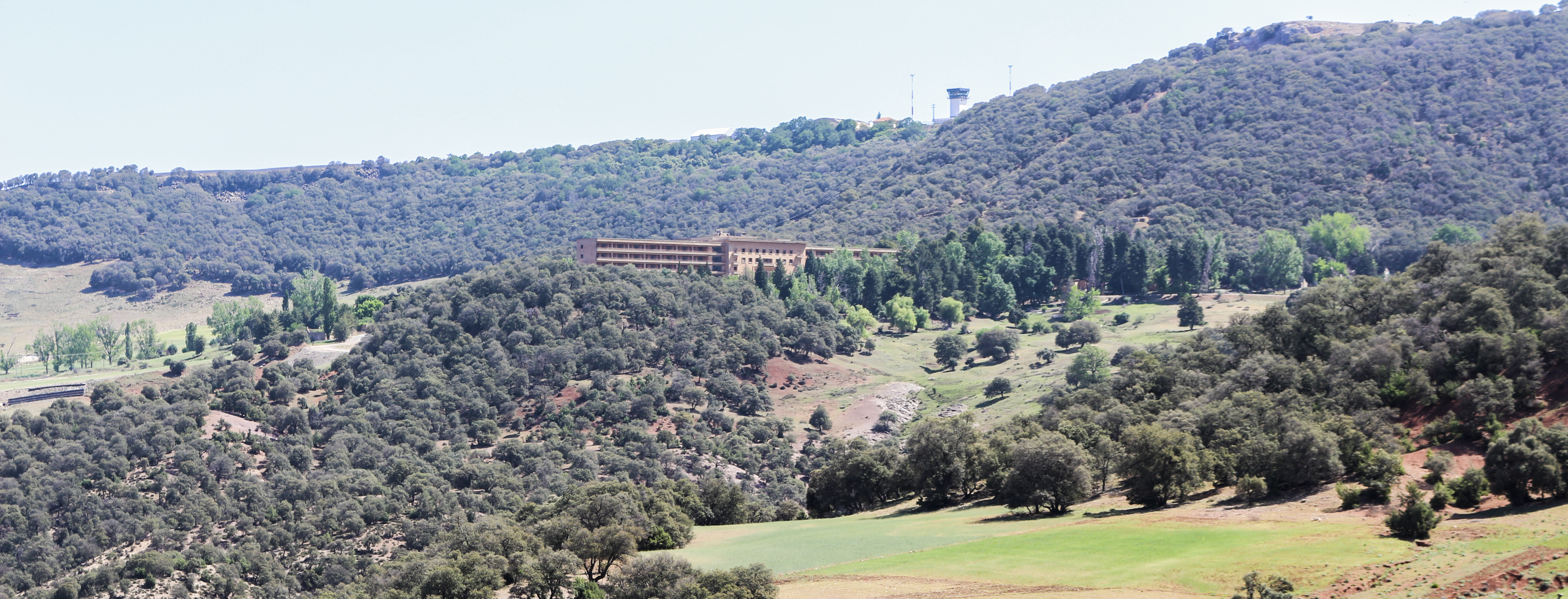
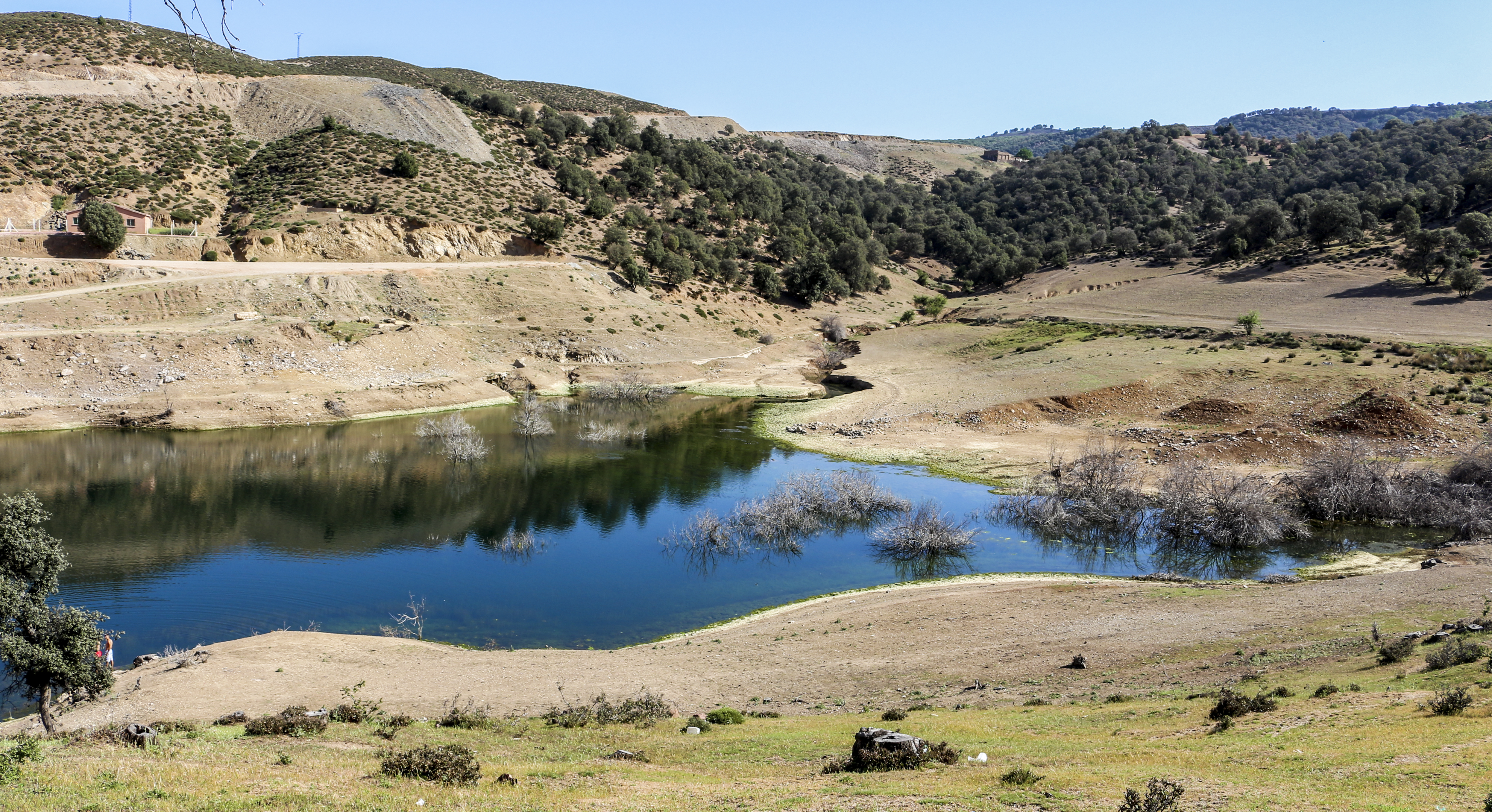
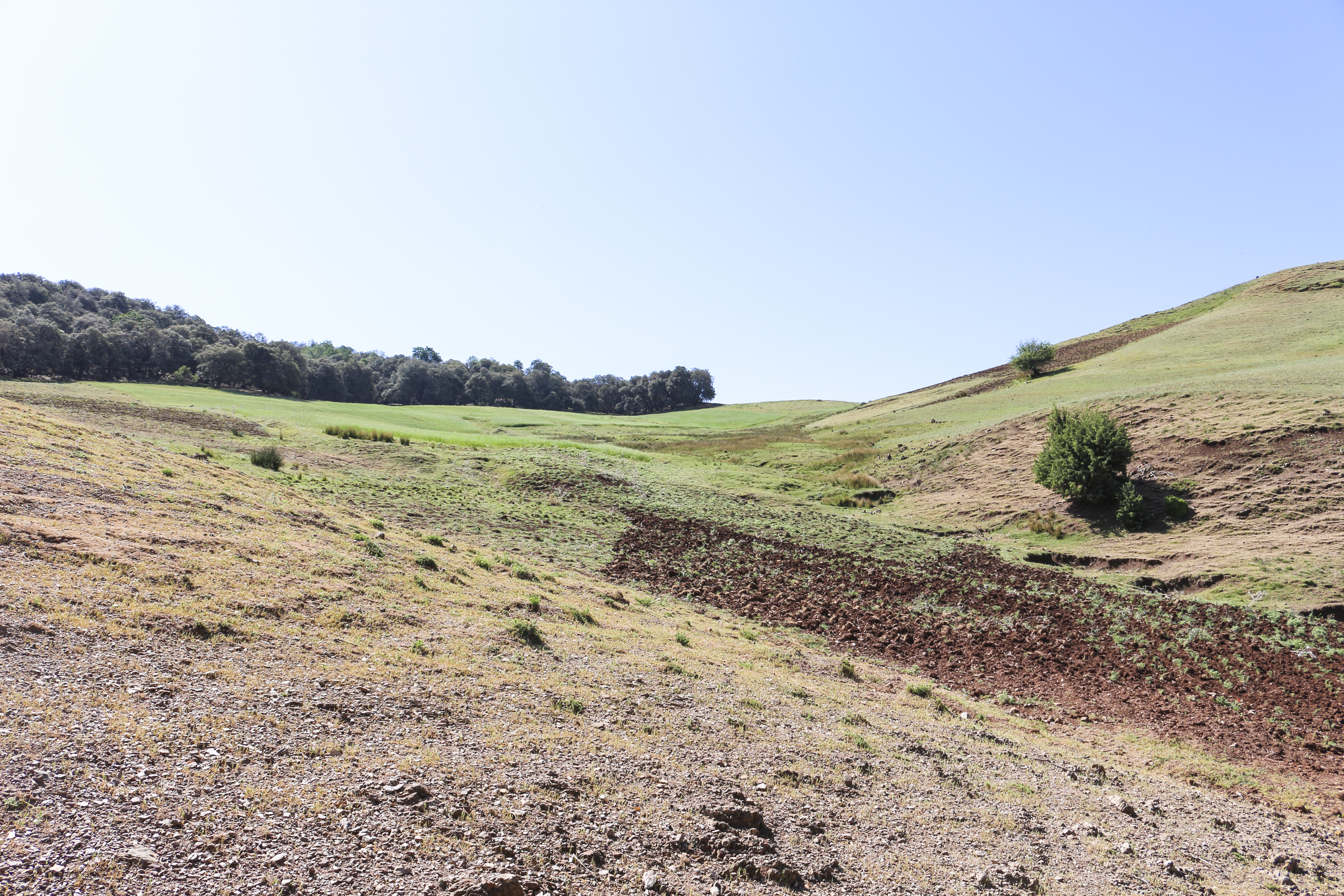
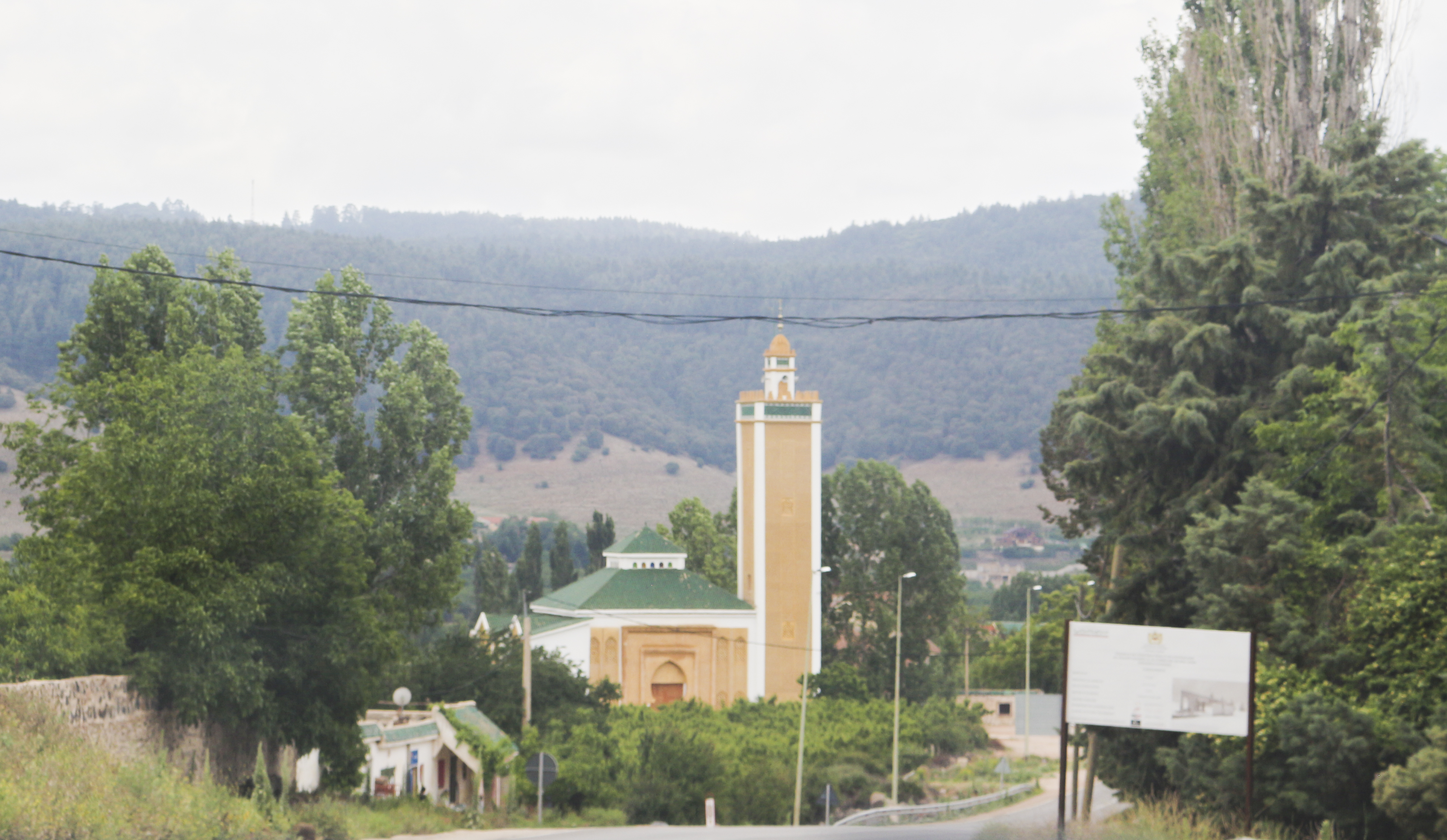
مسجد بقرية آيت الطالب سعيد بجماعة بنصميم
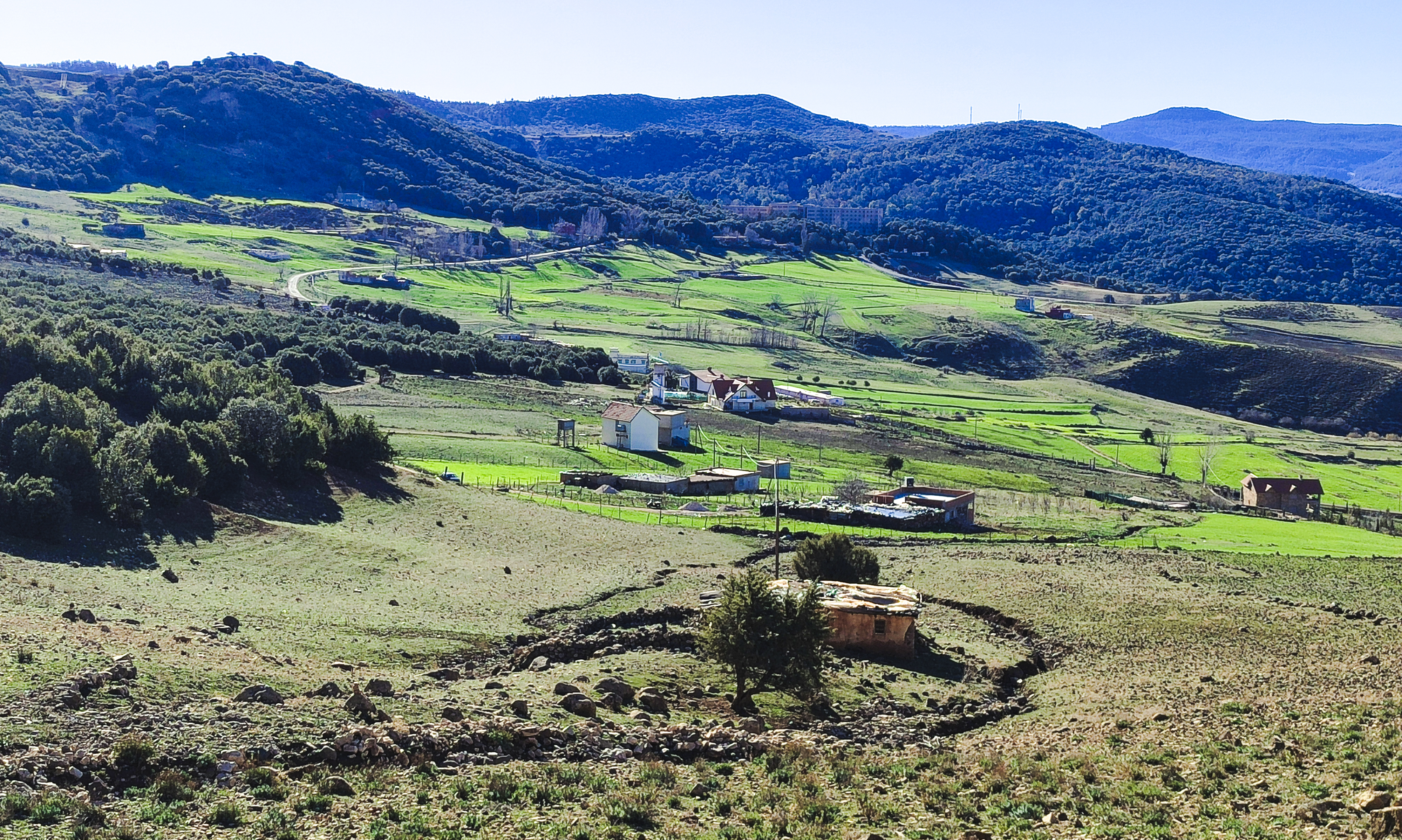